# DGI
 For alternative betydninger, se DGI (flertydig). (Se også artikler, som begynder med DGI)
DGI (tidligere Danske Gymnastik & Idrætsforeninger) er en idrætsorganisation med flere end 6.700 lokale idrætsforeninger, der tæller over 1,8 millioner idrætsudøvere (år 2023).
DGI blev dannet i november 1992 som en sammenslutning af de to gamle, folkelige idrætsorganisationer De Danske Gymnastik- og Ungdomsforeninger (DDGU) og De Danske Skytte-, Gymnastik- og Idrætsforeninger (DDSG&I). Samtidig blev skydning samlet i De Danske Skytteforeninger (DDS), der indtil 1. januar 2013 havde en associeringsaftale med DGI. DGI og DDS fusionerede pr. 1. januar 2013 under navnet DGI.

## Formål
DGI vil styrke de frivillige foreninger som ramme om idræt og motion med vægt på fællesskab, udfordring, bevægelsesglæde og sundhed for at fremme foreningslivets folkeoplysende kvaliteter. DGI vil med foreningen som udgangspunkt engagere flest mulige i idræt og motion.
DGI arbejder ud fra to grundlæggende synspunkter - et humanistisk menneskesyn og en demokratisk medleven.
I det daglige arbejder DGI’s medarbejdere og frivillige efter DGI's strategiske grundlag. Her prioriteres fire områder:
- Foreninger, fællesskab og folkeoplysning
- Bevægelsesglæde
- Alle børn og unge med i aktive stærke fællesskaber: DGI er børnenes idrætsorganisation
- Aktive voksne og sunde seniorer

## Struktur, organisering og aktiviteter
Landsforeningen DGI og 14 DGI landsdelsforeninger udgør tilsammen breddeidrætsorganisationen DGI. De i alt 15 foreninger har et fælles idégrundlag og værdisæt. Landsdelsforeningerne har idrætsforeningerne som sine medlemmer. DGI samarbejder også med en lang række kommuner, fonde og andre organisationer. 
Årsmødet er DGI’s højeste myndighed. Mellem årsmøderne er DGI's hovedbestyrelse landsforeningens overordnede ledelse og højeste myndighed. I 2019 blev Charlotte Bach Thomassen valgt som formand for DGI. Hun fulgte efter Søren Møller, der havde været formand i 17 år. 
Der er over 25 idrætsgrene i DGI. Fodbold og gymnastik er de idrætsgrene, der har flest medlemmer i idrætsforeningerne i DGI, men også idrætsgrene som fitness, svømning, håndbold og badminton har en betydelig størrelse, ligesom mere eksperimenterende idrætsformer efterhånden også er kommet til, f.eks. padel og pickleball.
DGI har på landsplan organiseret følgende idrætter:
- Atletik
- Badminton
- Basketball
- Bordtennis
- Cykling
- Dans og musik
- Esport
- Fitness
- Floorball
- Fodbold
- Gymnastik
- Hundesport
- Håndbold
- Kampidræt
- Kano, kajak og SUP
- Krocket
- Krolf
- Løb
- Padel
- Petanque
- Pickleball
- Skydning
- Svømning
- Tennis
- Volleyball

DGI arbejder for, at flere danskere bliver aktive, at idrætsforeningerne får flere medlemmer, og at flere bliver frivillige. DGI arrangerer årligt omkring 40.000 kurser målrettet trænere og ledere i idrætsforeninger. DGI arbejder desuden med at støtte idrætsforeningerne i deres arbejde, for eksempel med foreningsudvikling, foreningsrådgivning, kommunesamarbejde mv.
DGI står også bag DGI Landsstævne, DGI Verdensholdet og DGI Hærvejsløbet. Desuden samarbejder DGI med DIF om Bevæg dig for livet, der bl.a. står bag Royal Run.

## Historie
DGI har rødder, der kan dateres til 1861, hvor De Danske Skytteforeninger (DDS) blev stiftet. I 1929 skete et brud mellem gymnaster og skytter ikke mindst foranlediget af Niels Bukh, forstander på Ollerup Gymnastikhøjskole, der i festtalen ved Landsstævnet i 1928 rettede skarp kritik af skytterne. Bruddet betød at De Danske Gymnastikforeninger (DdG) opstod. 
Splittelsen af De Danske Skytte- og Gymnastikforeninger (DDS&G) førte i 1930 til en begyndende modernisering af den gamle hovedorganisation der nu kom til at hedde De Danske Skytte-, Gymnastik- & Idrætsforeninger (DDSG&I). 
I årene efter 2. Verdenskrig står foreningerne med store organisatoriske og økonomiske problemer. Tyskerne havde beslaglagt geværerne i skytteforeningerne, og besættelsestiden havde sat spor i foreningslivet.
Både politikere og ungdomsledere er klar over, at skal der være mulighed for at påvirke ungdommen i demokratisk retning, skal der flere penge til.
Spørgsmålet er blot, hvordan finansieringen findes. Stærke kræfter arbejder derfor på at samle ungdoms-, skytte- og gymnastikforeningerne i én stor organisation. I 1948 vedtages den første Tipslov.
Fra begyndelsen af 1960’erne forhandler de tre organisationer om en sammenslutning. Længe ser det ud til at lykkes, men DDSG&I springer fra. Resultatet bliver en sammenlægning af DdG og DdU til DDGU, De Danske Gymnastik- og Ungdomsforeninger.
En del af ungdomsforeningerne glider over i Dansk Ungdoms Fællesråd (DUF), der var stiftet af cand. theol. og højskoleforstander Hal Koch som modsvar på nazismen. 
I begyndelsen af 1970’erne gør man endnu et forgæves forsøg på at sammenlægge DDGU og DDSG&I. Flere foreninger er med i begge organisationer og enkelte aktiviteter samarbejder om kurser og stævner. I 1974 bryder forhandlingerne sammen.
Der går 15 år, inden der igen tages tilløb til at hele bruddet fra 1929. Omkring 1990 er interessen for at slå de to organisationer sammen så stor, at forretningsudvalget i DDGU og overbestyrelsen i DDSG&I indleder forhandlinger. Offentligheden og amtsforeningerne får nyheden herom i juni 1991. 
En vigtig brik i sammenlægningen er spørgsmålet om skytternes placering i den nye organisation. DDS-formand Hans Aage Kofoed accepterer en associeringsaftale, der sikrer skytterne suverænitet og en pæn andel af tipsmidlerne.
I 1992 sluttede de to konkurrerende organisationer, DDGU og DDGS&I, sig sammen til DGI, mens DDS igen blev skilt ud.
DDGU og DDSG&I går ind i den nye organisation med lige stor styrke. Ved det stiftende årsmøde den 31. oktober i Messecenter Herning vælger 758 delegerede fem fra hver af de to gamle organisationer til den ti mand store hovedbestyrelse. DDGU-formand Leif Mikkelsen bliver efter kampvalg formand, og 2. næstformand i DDSG&I Connie Nielsen bliver næstformand.
Samme år dannes Verdensholdet på initiativ af gymnaster, der tidligere havde turneret rundt i verden med Flensted Jensens hold. I 1994 kunne det første DGI-hold indlede en verdensturné  under navnet National Danish Gymnastics Team, i Danmark kaldet DGI's Verdenshold. 
Senere omdøbes holdet til National Danish Performance Team, for at understrege at holdet er et opvisningshold.
I 1993 dannes International Sports & Culture Association (ISCA) på initiativ af DGI og bliver er verdensomspændende Sport-for-all organisation.
I 1997 indvies DGI-byen i København og bliver afsæt til etablering af DGI-huse i de større byer i Danmark, som folkelige idrætsbrohoveder i urbane miljøer. Visionen er at bryde med olympiske standardmål for idrætsfaciliteter og udvikler moderne faciliteter der imødekommer danskernes behov for faciliteter til træning og fællesskaber.   
Samme år kan DGI's ugeblad Ungdom & Idræt fejre 100 året for den første bladudgivelse. Det sker blandt andet med den første verdenskonference om bedre etik i sport, der fører til dannelsen af Play The Game, som siden har sat væsentlige emner på den globale sports dagsorden, for eksempel matchfixing, EPO, svindel i FIFA og Good Governance i sportsorganisationer.
I forlængelse af kommunalreformen der fjerne de danske amter, vedtager DGI på årsmødet i 2007 at omorganisere de 23 amtsforeninger til 16 landsdelsforeninger (senere sammenlægninger reducerer antallet til de nuværende 14) - med det formål at styrke det decentrale led.
10. juni 2008 blev det offentliggjort, at DGI og Danmarks Idrætsforbund var enedes om at slutte de to organisationer sammen med virkning senest fra 2012, men 4. oktober samme år måtte fusionen tages af bordet igen, da nogle af DIF's specialforbund ikke kunne tilslutte sig den foreslåede organisation, der var lagt op til i en ny enhedsorganisation.
I stedet forenedes DGI og DDS igen fra nytår 2013.
I 2014 blev DGI og DIF enige om et samarbejde, der officielt blev lanceret i 2015  under navnet 'Bevæg dig for livet'. Dette samarbejde har som mål at gøre Danmark til verdens mest idrætsaktive nation. DIF og DGI har udvalgt en række idrætter, som der er særligt fokus på i Bevæg dig for livet, ligesom der er indgået en række samarbejdsaftaler med såkaldte visionskommuner.